# Parapluutjesmos
Parapluutjesmos (Marchantia polymorpha) is een soort levermos uit het geslacht Marchantia. 

## Etymologie
De triviale naam 'parapluutjesmos' dankt de plant aan de archegonioforen, de (vrouwelijke) dragers van archegoniën. De soortaanduiding polymorpha komt van het Oudgrieks πολύμορφος (polumorphos), 'veelvormig'.

## Determinatie

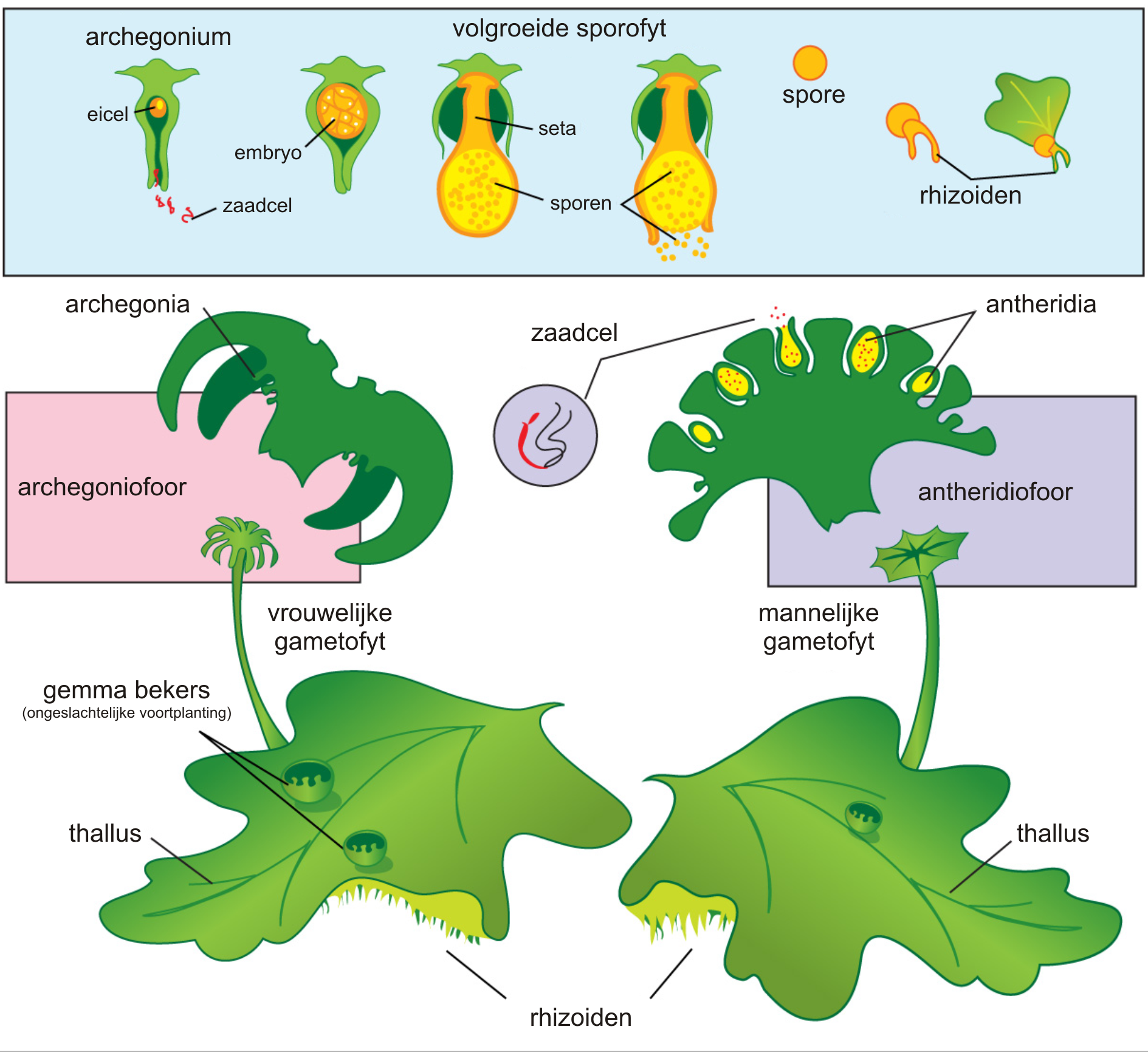
Levenscyclus

De plant heeft, als alle levermossen, geen wortels of vaatsysteem. Aan de onderzijde van de plant zitten er rizoïden, die als hechtdraden fungeren en in tegenstelling tot wortels geen water en voedingsstoffen opnemen.

## Ecologie
Parapluutjesmos komt voor op eutrofe, min of meer vochtige en min of meer ruderale standplaatsen in de volle zon tot in de schaduw. Ook in ietwat zilte milieus is parapluutjesmos te vinden.

### Syntaxonomie
Parapluutjesmos staat te boek als kensoort voor de smaragdsteeltjes-klasse.

## Verspreiding
Parapluutjesmos kent een kosmopolitische verspreiding. In Nederland en Vlaanderen is de soort zeer algemeen en komt in alle floradistricten voor.

## Fotogalerij

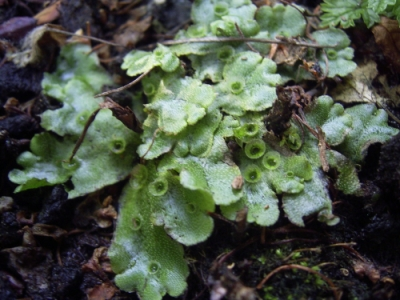
Broedbekers met gemmen voor ongeslachtelijke voortplanting
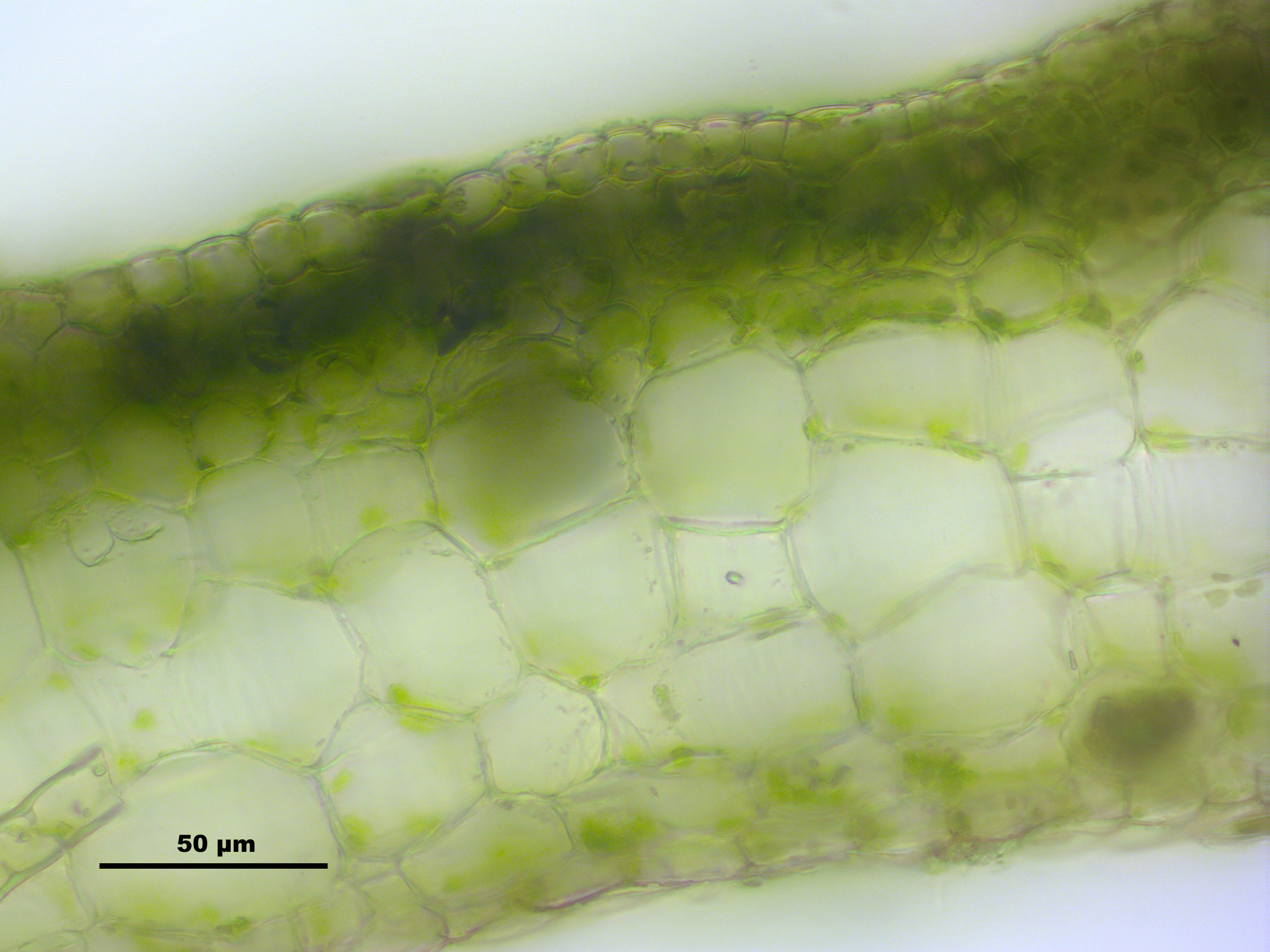
Dwarsdoorsnede van het thallus